# 恰里巴蒂亚
恰里巴蒂亚（Charibatia），是印度奥里萨邦Cuttack县的一个城镇。总人口5232（2001年）。

## 人口
该地2001年总人口5232人，其中男性2835人，女性2397人；0—6岁人口509人，其中男292人，女217人；识字率84.84%，其中男性为87.76%，女性为81.39%。